# Дімітрі Баску
Дімітрі Баску (фр. Dimitri Bascou, нар. 20 липня 1987, Шельшер, Мартиніка) — Французький легкоатлет, що спеціалізується на бігу з бар'єрами, бронзовий призер Олімпійських ігор 2016 року, чемпіон Європи.

## Кар'єра
| Рік  | Чемпіонат                     | Місце проведення         | Місце   | Дисципліна        | Результат |
| ---- | ----------------------------- | ------------------------ | ------- | ----------------- | --------- |
| 2007 | Молодіжний чемпіонат Європи   | Дебрецен, Угорщина       | 10 (з)  | 110 м з бар'єрами | 14.20     |
| 2009 | Молодіжний чемпіонат Європи   | Каунас, Литва            | 4       | 110 м з бар'єрами | 13.66     |
| 2009 | Чемпіонат світу               | Берлін, Німеччина        | 16 (пф) | 110 м з бар'єрами | 13.49     |
| 2010 | Чемпіонат Європи              | Барселона, Іспанія       | 4       | 110 м з бар'єрами | 13.41     |
| 2011 | Чемпіонат Європи в приміщенні | Париж, Франція           | 6       | 60 м з бар'єрами  | 7.64      |
| 2011 | Чемпіонат світу               | Тегу, Південна Корея     | 10 (пф) | 110 м з бар'єрами | 13.62     |
| 2012 | Олімпійські ігри              | Лондон, Велика Британія  | 19 (пф) | 110 м з бар'єрами | 13.55     |
| 2013 | Чемпіонат Європи в приміщенні | Гетеборг, Швеція         | 12 (пф) | 60 м з бар'єрами  | 7.72      |
| 2014 | Чемпіонат Європи              | Цюрих, Швейцарія         | 5 (пф)  | 110 м з бар'єрами | 13.33     |
| 2015 | Чемпіонат Європи в приміщенні | Прага, Чехія             | 2       | 60 м з бар'єрами  | 7.50      |
| 2015 | Чемпіонат світу               | Пекін, Китай             | 5       | 110 м з бар'єрами | 13.17     |
| 2016 | Чемпіонат світу в приміщенні  | Портленд, США            | 3       | 60 м з бар'єрами  | 7.48      |
| 2016 | Чемпіонат Європи              | Амстердам, Нідерланди    | 1       | 110 м з бар'єрами | 13.25     |
| 2016 | Олімпійські ігри              | Ріо-де-Жанейро, Бразилія | 3       | 110 м з бар'єрами | 13.24     |